# Griesstätt (Aying)
Griesstätt ist ein Ortsteil von Aying im oberbayerischen Landkreis München.

## Geographie
Die Einöde liegt etwa eineinhalb Kilometer nordöstlich von Großhelfendorf.

## Geschichte
Am 1. Mai 1978 wurde Griesstätt als Gemeindeteil von Helfendorf nach Aying eingegliedert. 